# Molophilus kulai
Molophilus kulai är en tvåvingeart som beskrevs av Günther Theischinger 1994. Molophilus kulai ingår i släktet Molophilus och familjen småharkrankar. Inga underarter finns listade i Catalogue of Life.